# Chicago Women's Open 2021
Il Chicago Women's Open 2021 è un torneo di tennis femminile giocato su campi in cemento. È la 1ª edizione dell'evento. Appartiene alla categoria WTA 250 nel WTA Tour 2021. Il torneo si svolge presso il Jacobs Pavilion dal 22 al 28 agosto 2021.

## Partecipanti al singolare

### Teste di serie
| Nazionalità | Giocatrice          | Ranking* | Testa di serie |
| ----------- | ------------------- | -------- | -------------- |
| Ucraina     | Elina Svitolina     | 6        | 1              |
| Italia      | Camila Giorgi       | 33       | 2              |
| Romania     | Sorana Cîrstea      | 38       | 3              |
| Slovenia    | Tamara Zidanšek     | 40       | 4              |
| Rep. Ceca   | Markéta Vondroušová | 41       | 5              |
| Svizzera    | Viktorija Golubic   | 47       | 6              |
| Francia     | Kristina Mladenovic | 54       | 7              |
| Ucraina     | Marta Kostjuk       | 56       | 8              |
| Francia     | Alizé Cornet        | 57       | 9              |

* Ranking al 16 agosto 2021.

### Altre partecipanti
Le seguenti giocatrici hanno ricevuto una wild card per il tabellone principale:
- Françoise Abanda
- Katherine Sebov
- Elina Svitolina
- Venus Williams

Le seguenti giocatrici sono passate dalle qualificazioni:

- Ana Bogdan
- Zarina Dijas
- Quinn Gleason
- Aldila Sutjiadi

Le seguenti giocatrici sono entrate in tabellone come lucky loser:
- Clara Burel

### Ritiri
Prima del torneo
- Camila Giorgi → sostituita da  Clara Burel
- Andrea Petković → sostituita da  Varvara Gračëva
- Elena Rybakina → sostituita da  Misaki Doi
- Ajla Tomljanović → sostituita da  Fiona Ferro

## Partecipanti al doppio
| Nazione       | Giocatrice       | Nazione       | Giocatrice         | Ranking* | Testa di serie |
| ------------- | ---------------- | ------------- | ------------------ | -------- | -------------- |
| Stati Uniti   | Nicole Melichar  | Paesi Bassi   | Demi Schuurs       | 23       | 1              |
| Taipei cinese | Chan Hao-ching   | Taipei cinese | Latisha Chan       | 42       | 2              |
| Ucraina       | Nadežda Kičenok  | Romania       | Ioana Raluca Olaru | 80       | 3              |
| Ucraina       | Ljudmyla Kičenok | Giappone      | Makoto Ninomiya    | 100      | 4              |

* Ranking al 16 agosto 2021.

### Ritiri
Prima del torneo
- Anastasija Potapova /  Heather Watson → sostituite da  Bárbara Gatica /  Rebeca Pereira

## Campionesse

### Singolare
Elina Svitolina ha sconfitto in finale  Alizé Cornet con il punteggio di 7-5, 6-4.

### Doppio
Nadežda Kičenok /  Ioana Raluca Olaru hanno sconfitto in finale  Ljudmyla Kičenok /  Makoto Ninomiya con il punteggio di 7-6(8), 5-7, [10-8].